# Memorial Art Gallery
Memorial Art Gallery (pełna nazwa: Memorial Art Gallery of the University of Rochester – Galeria Pamiątkowa Sztuki Uniwersytetu w Rochester) – uniwersyteckie muzeum sztuki w Rochester, w stanie Nowy Jork. założone w 1913 roku przez Emily Sibley Watson ku czci jej syna, architekta Jamesa G. Averella, zmarłego w 1904 roku w wieku 26 lat na tyfus.

## Historia

### Początki
Emily Sibley Watson (do 1891 roku Emily Sibley Averell) była córką przemysłowca, filantropa i kolekcjonera sztuki Hirama Sibleya, założyciela New York and Mississippi Valley Printing Telegraph Company. W 1877 roku został założony Rochester Art Club, organizacja, która stała się forum grupy malarzy, rzeźbiarzy i wspierających ich obywateli miasta Rochester. Klub poszerzył swoją misję o „pielęgnowanie i rozwój sztuk pięknych i wychowania technicznego oraz promowanie społecznego zaangażowania członków”, oferując zajęcia w pracowniach. Honorowe członkostwo obejmowało elitę społeczną, wspierającą organizację finansowo. W 1891 roku na członków honorowych tej organizacji zostali wybrani Emily Sibley Averell oraz jej przyszły mąż, James Sibley Watson. Od samego początku Rochester Art Club poszukiwał obiektu, który mógłby być miejscem spotkań jego członków oraz galerią do ekspozycji dzieł sztuki. W 1904 roku zmarł na tyfus syn Emily Sibley Watson z pierwszego małżeństwa, architekt James G. Averell. 21 marca 1912 roku postanowiła na jego cześć zmienić dotychczasową nazwę Rochester Art Club na Memorial Art Gallery i przekazać ją w darze Uniwersytetowi w Rochester. 18 maja tego samego roku pierwszym dyrektorem nowej placówki został George Herdle, dotychczasowy dyrektor Rochester Art Club.

### Inauguracja
Dla potrzeb Galerii wzniesiono budynek w stylu włoskiego renesansu, zaprojektowany przez firmę Foster, Gade and Graham z Nowego Jorku, będący zwieńczeniem wysiłków lokalnych artystów, kolekcjonerów i filantropów. 8 października 1913 roku prezes Uniwersytetu w Rochester dokonał uroczystej inauguracji nowego budynku Memorial Art Gallery.

### Działalność
Po śmierci George'a Herdle'a w 1922 roku na stanowisku dyrektora zastąpiła go przez kolejne 40 lat jego córka Gertrude Herdle Moore (1896–1993), która przedtem była jego asystentką do spraw edukacji. Po nominacji stała się najmłodszym członkiem Association of Art Museum Directors (Stowarzyszenia Dyrektorów Muzeów Sztuki) i jedną z zaledwie trzech kobiet na stanowisku dyrektora muzeum w Stanach Zjednoczonych. W 1932 jej asystentką została jej siostra Isabel C. Herdle (1905–2004). Pełniła tę funkcję również przez 40 lat. To w dużej mierze dzięki jej wysiłkom kolekcja dzieł sztuki w Galerii rozrosła się z początkowych „pięciu obrazów, dwóch gipsowych odlewów gipsowe i koronkowej wstęgi” do tego, co pewien krytyk sztuki nazwał później „najbardziej wyważonym muzeum stanu Nowy Jork poza metropolią Nowego Jorku”.

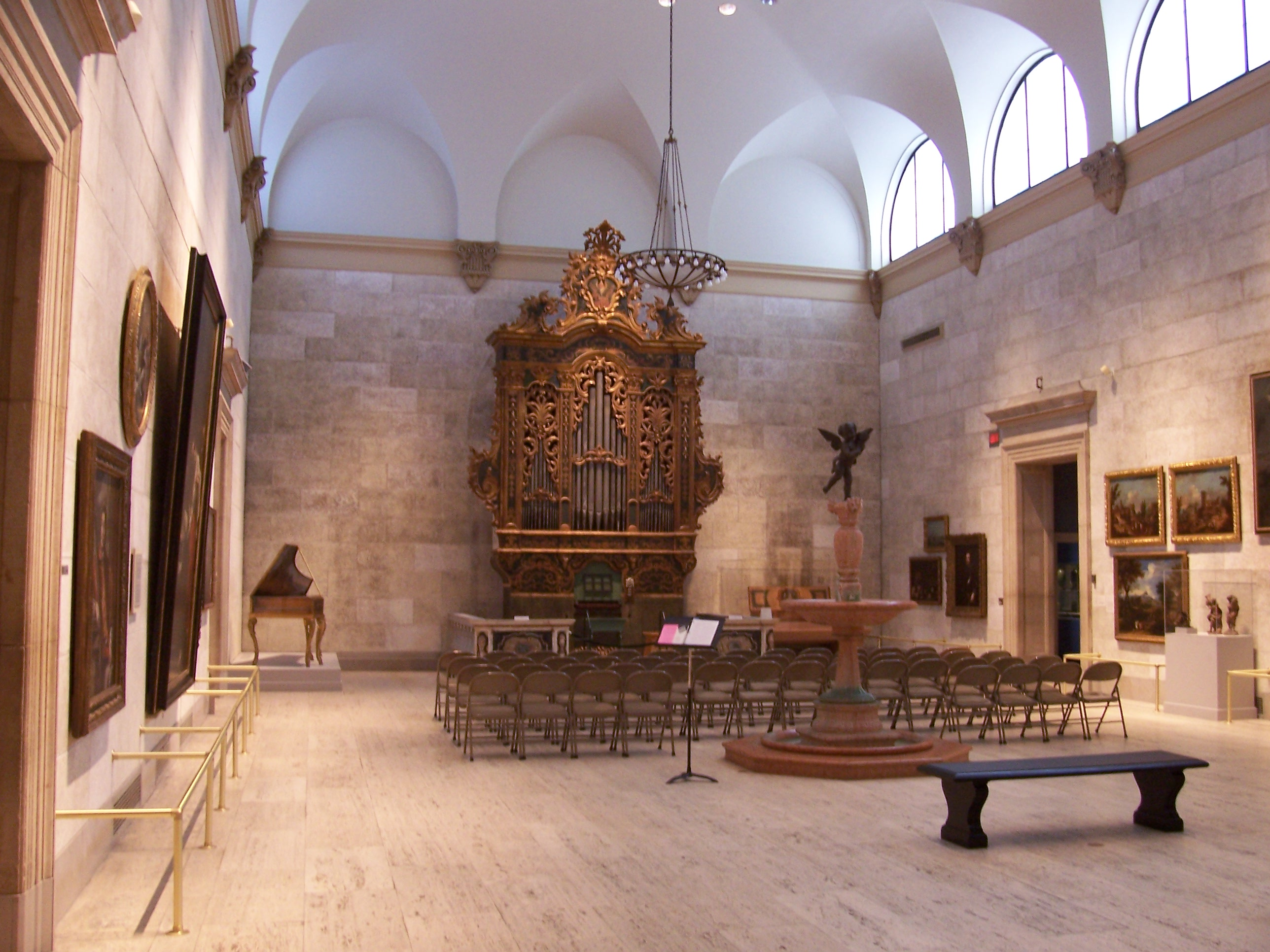
Fountain Court na piętrze galerii głównej

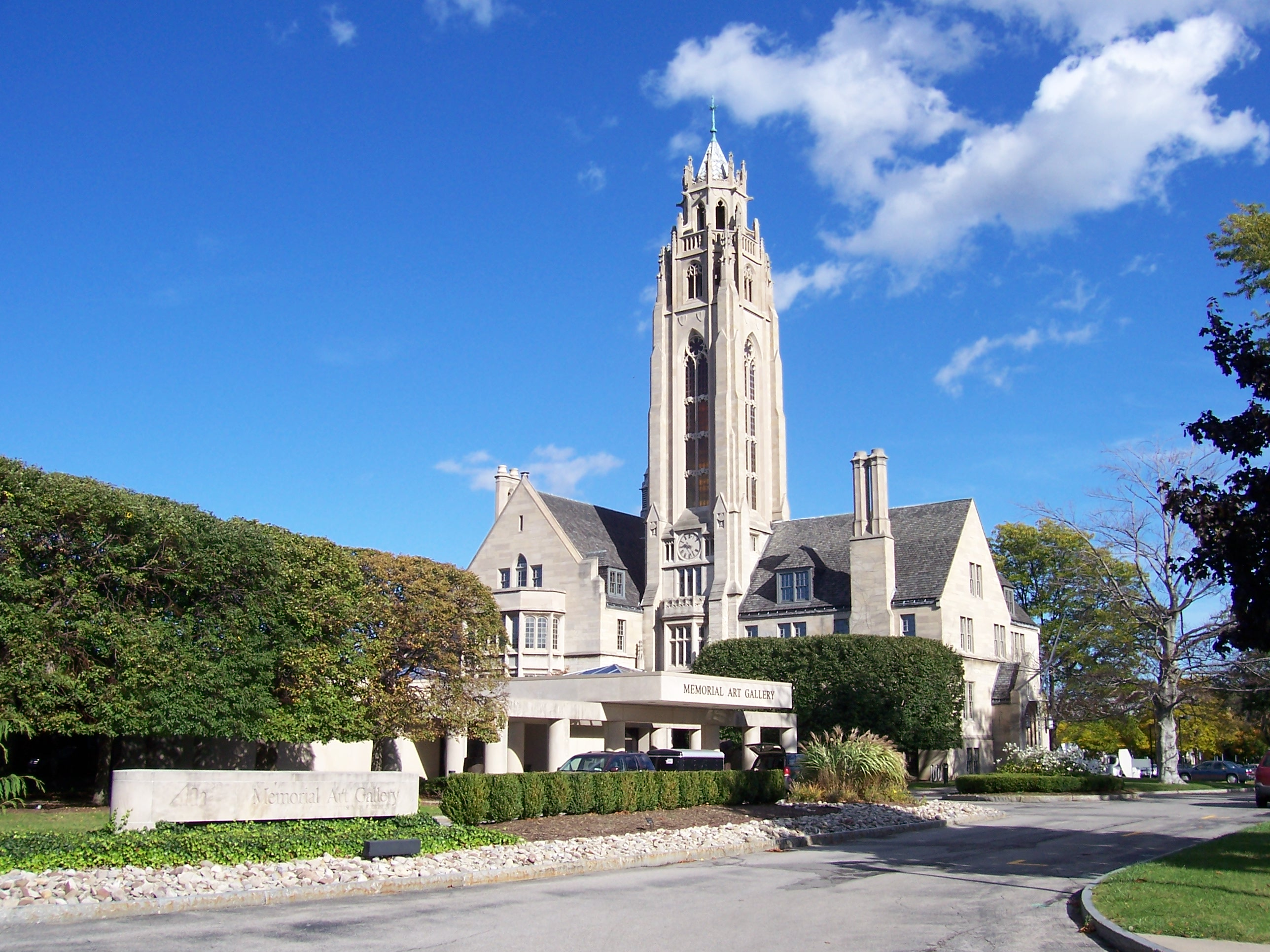
Wejście główne do Memorial Art Gallery. Z tyłu budynek Cutler Union

W 1926 roku miała miejsce pierwsza rozbudowa Galerii. Nowe skrzydło, zaprojektowane przez firmę McKim, Mead & White, podwoiło jej pierwotną powierzchnię o około 1 300 m², doszły nowe elementy składowe jak Fountain Court, muzeum dla dzieci i audytorium. W 1968 roku powiększono Galerię o kolejny budynek, zaprojektowany przez firmę Waasdorp, Northrup and Kaelber. Projekt, dzięki któremu powierzchnia Galerii ponownie się podwoiła, został tak pomyślany, aby harmonizował z już istniejącym muzeum i stojącym obok, neogotyckim budynkiem Cutler Union, na parterze którego mieściła się jednostka edukacyjna Creative Workshop (Warsztat Twórczy), prowadząca od lat 20. zajęcia plastyczne. W 1986 roku miał miejsce trzeci etap rozbudowy galerii, w ramach którego zbudowano pawilon wejściowy o powierzchni około 1 100 m² i położony obok ogród rzeźby na wolnym powietrzu, zaprojektowany przez architekta Franka S. Grosso. Nowy budynek został połączony z Galerią i budynkiem Cutler Union, w która obecnie mieści się administracja Memorial Art Gallery oraz restauracja.
Mając na uwadze przypadającą w 2013 roku 100. rocznicę swego istnienia Galeria rozpoczęła w 2008 roku prace nad projektem rozszerzenia swojej misji. Pod hasłem „połączenia ludzi ze sztuką” („Connecting People with Art”) postanowiono zintegrować wielkie dzieła sztuki, zarówno wewnątrz i na zewnątrz budynku. Plan przewidywał usunięcie części ogrodzenia dzielącego Uniwersytet od Goodman street w celu ułatwienia dostępu dla publiczności. Zbudowany w pobliżu narożnika Goodman street i Uniwersytetu wapienny amfiteatr zapewnia dogodne miejsce dla wydarzeń kulturalnych. Również parkingi zostały zaprojektowane w celu zwiększenia doznań estetycznych przybywających gości. Nowo powstały Centennial Sculpture Park przekształcił 4-hektarową powierzchnię przy muzeum w nową przestrzeń sztuki publicznej. Czterem znaczącym artystom: Wendellowi Castle'owi, Jackiemu Ferrarze, Tomowi Otternessowi i Albertowi Paleyowi powierzono zadanie stworzenia w specjalnie w tym celu zaprojektowanych rzeźb lub instalacji.
Galeria jest obecnie jednym z niewielu muzeów sztuki w Stanach Zjednoczonych, powiązanych z  uczelniami, służących również jako publiczne muzeum sztuki. Galeria jest finansowana głównie przez swoich członków z dodatkowym wykorzystaniem środków własnej fundacji, dochodów z własnej działalności, ze środków Uniwersytetu w Rochester oraz z funduszy publicznych Hrabstwa Monroe i New York State Council on the Arts.

## Zbiory
Pierwszym nabytkiem Galerii była koronkowa wstęga. Dziś jej zbiory liczą ponad 12 000 eksponatów reprezentujących różne kultury świata i tysiące lat ich historii. 
W zbiorach są znaczące prace Claude'a Moneta, Paula Cézanne'a, Henriego Matisse'a, Winslowa Homera i Mary Cassatt. Sztukę współczesną reprezentują prace takich artystów jak: Wendell Castle, Albert Paley i Helen Frankenthaler. Na piętrze galerii głównej znajdują się jedyne w Stanach Zjednoczonych kompletne włoskie organy barokowe, umieszczone tu na zasadzie stałego wypożyczenia z Eastman School of Music.

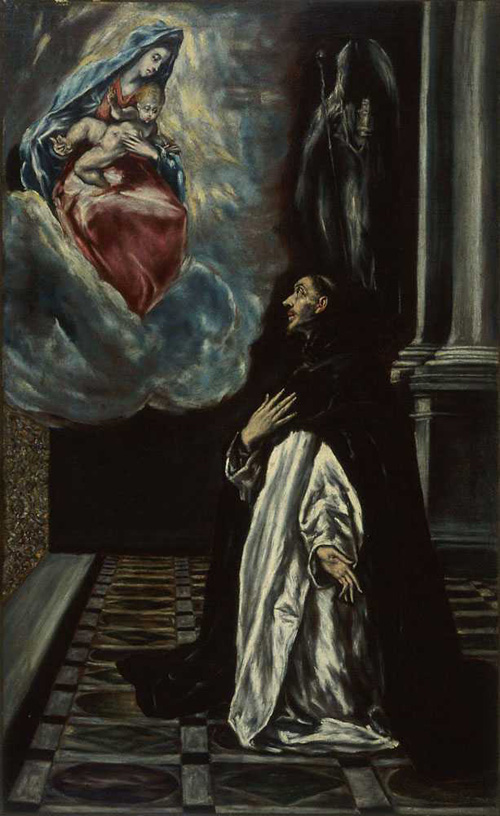
El Greco, Adoracja Madonny z Dzieciątkiem przez świętego Hiacynta, 1608–1614
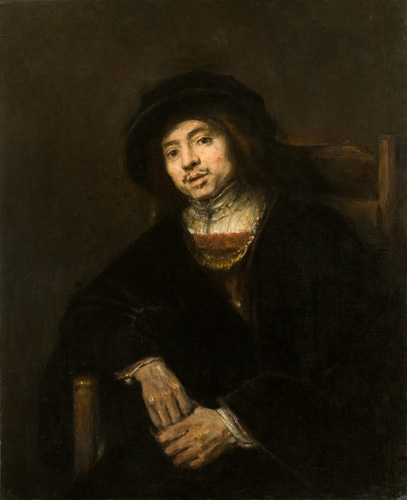
Rembrandt, Portret młodego mężczyzny w fotelu, ok. 1660
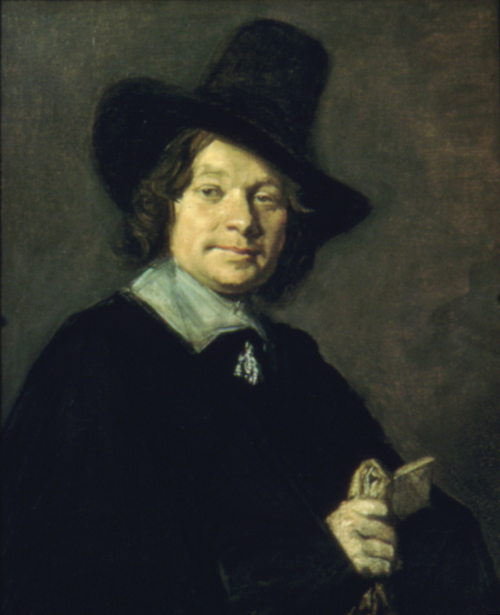
Frans Hals, Portret mężczyzny, 1655–1660
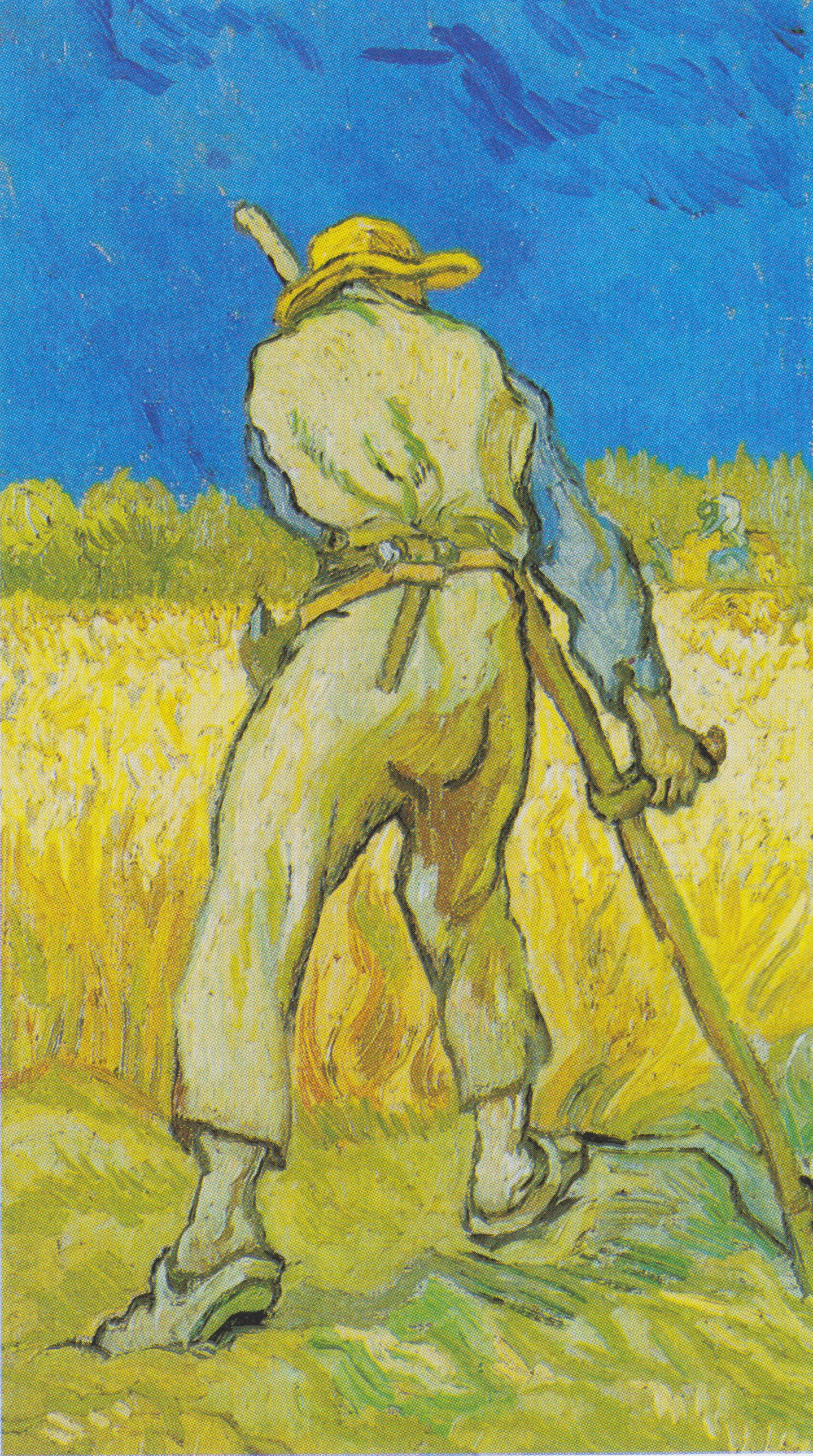
Vincent van Gogh, Żniwiarz (według Milleta), 1889
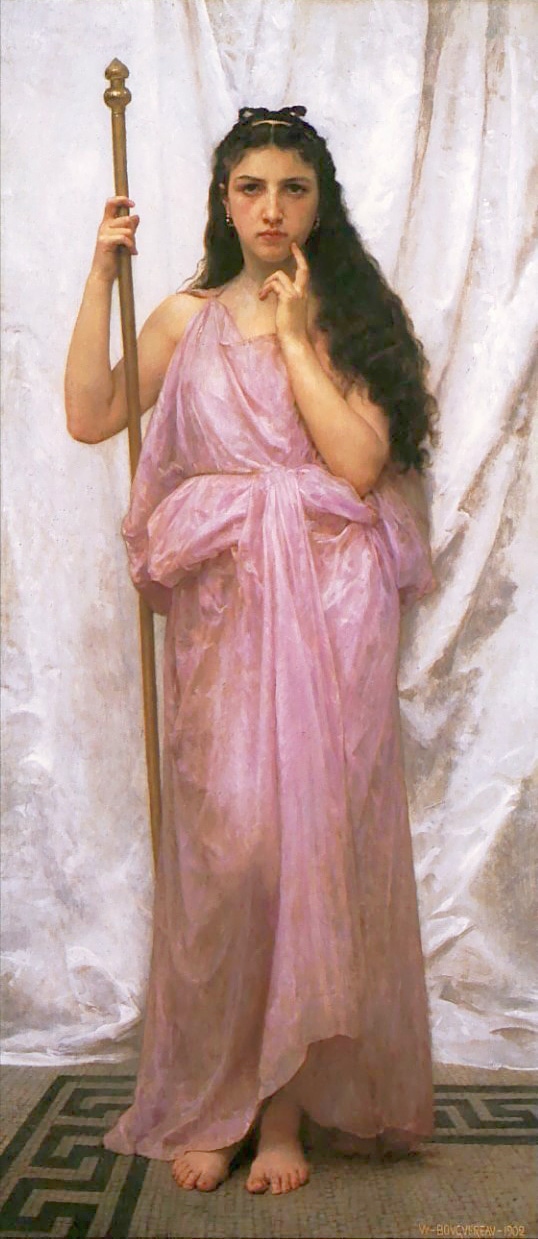
William-Adolphe Bouguereau, Młoda kapłanka, 1902
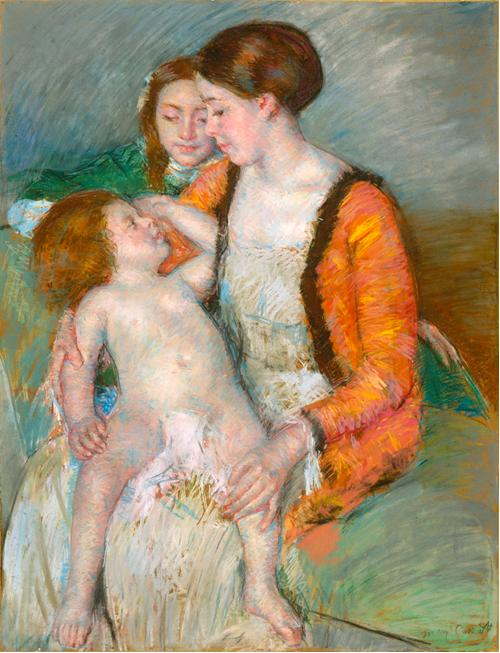
Mary Cassatt, Matka, córka i syn, 1913